# چشم آبی، میسوری
چشم آبی (به انگلیسی: Blue Eye) یک روستا (ایالات متحده آمریکا) در ایالات متحده آمریکا است که در شهرستان استون، میزوری واقع شده‌است.
 چشم آبی ۳٫۰۵ کیلومتر مربع مساحت و ۱۶۷ نفر جمعیت دارد و ۳۹۱٫۹۸ متر بالاتر از سطح دریا واقع شده‌است.